# Vlag van Somalië

Vlag van Somalië (ratio 2:3)

De vlag van Somalië is in gebruik sinds 12 oktober 1954 en is ontworpen door Mohammed Awale Liban. De vlag werd aanvankelijk gebruikt in het Trustschap Somalië voordat hij werd overgenomen door de kortstondige Staat Somaliland en de Somalische Republiek.
De vlag is afgeleid van de kleuren van de vlag van de Verenigde Naties. Deze keuze is gemaakt om de Verenigde Naties te bedanken voor de gegeven hulp bij het verkrijgen van de Somalische onafhankelijkheid. De vijfpuntige ster staat voor de vijf gebieden waarin Somaliërs leven: het voormalige Italiaans-Somaliland (dat is het huidige Somalië zonder de niet-erkende staat Somaliland), Somaliland (het voormalige Brits-Somaliland), Djibouti, Ogaden in Ethiopië en het noordoosten van Kenia.
De vlag vertegenwoordigt echter niet meer alle Somalische regio's en is van een etnische vlag veranderd in de nationale vlag van Somalië. De vlag geeft nu officieel de lucht aan, evenals de Golf van Aden, het Guardafuikanaal en de Somalische Zee, die het land flankeren. De blauwe kleur van de vlag werd gekozen als eerbetoon aan de Verenigde Naties, die hielpen bij de vorming van Somalië tijdens zijn status als trustgebied van 1950-1960.
Puntland gebruikt dezelfde vlag als Somalië, omdat de regering van dit de facto onafhankelijke gebied hoopt dat Somalië een federatie wordt met Puntland als een van de deelstaten. Somaliland heeft deze hoop opgegeven en claimt onafhankelijkheid.
Het publiekelijk tonen van de Somalische vlag is streng verboden in Somaliland.

## Geschiedenis
Vanaf het midden van de 19e eeuw werden gebieden in de Hoorn van Afrika waar Somaliërs woonden verdeeld onder Ethiopië, Frankrijk, Groot-Brittannië en Italië. De vlag van Somalië werd in 1954 gemaakt voor de overgangsperiode van het land. Hij werd persoonlijk ontworpen door de Somalische geleerde Mohammed Awale Liban, die uit het noordoosten van Somalië kwam nadat hij was geselecteerd om een ontwerp te maken ter voorbereiding op de onafhankelijkheid. De vlag werd ook gebruikt in de kortstondige onafhankelijke Staat Somaliland tussen 26 juni 1960 en 1 juli 1960.
Hieronder staan de vlaggen die in het verleden zijn gebruikt op het grondgebied van het huidige Somalië:

Pre-koloniale staten
? Vlag van Ajuran-rijk (13e tot 17e eeuw)
? Vlag van Sultanaat Adal (1415–1577)
? Religieus vaandel van het Isaaq Sultanaat afgeleid van een vlag van het Adal Sultanaat (1700-1884)
? Vlag van Zeila in Ottomaanse Rijk (1559–1867)
? Vlag van Derwisj beweging onder Mohammed Abdullah Hassan (1896–1920)

Italiaans-Somaliland
? Vlag van Italiaans-Somaliland (1889–1941)
? Vlag van Italiaans Somaliland onder Britse bezetting (1941–1950)
? Officiële vlag van Trustschap Somalië (1950–1960)
? Vlag van de Verenigde Naties (1950–1960)
? Co-officiële/tweede vlag van het Trustschap Somalië (1954-1960)

Brits-Somaliland
? Vlag van het Verenigd Koninkrijk gebruikt in Brits-Somaliland (1884–1903)
? Vlag van Brits-Indië gebruikt in Brits-Somaliland (1884–1898)
? Vlag van Brits-Somaliland (1903–1950)
? Vlag van Brits-Somaliland (1950–1952)
? Vlag van Brits-Somaliland (1952–1960)
? Vlag van de Staat Somaliland (26 juni 1960 - 1 juli 1960)

## Vlaggen van Somalische strijdende partijen, meer autonome regimes of een deel van de huidige Federale Republiek Somalië
Onvolledige selectie: 

? Jubaland, 1998-2001 (Details)
Jubaland, sinds 2013 (Details)
Azania-Staat van Somalia, sinds 2011 (Details)
Awdalland, rond 2011 (Details)
Himan en Heeb, rond 2010/11 (Details)
Galmudug-Staat van Somalia, 2006-2009 (Details)
Galmudug-Staat van Somalia, 2009-2010 (Details)
Galmudug-Staat van Somalia, 2010-2015 (Details)
Galmudug-Staat van Somalia, sinds 2015 (Details)
? Maakhir-Staat van Somalia, 2007-2008 (Details)
? Maakhir-Staat van Somalia, 2008-2009 (Details)
Khatumo-Staat van Somalia, sinds 2012 (Details)
Puntland-Staat van Somalia, sinds 2009 (Details)
? West-Puntland (Details)
? Somaliland, 1991 (Details)
? Somaliland, 1991-1996 (Details)
? Somaliland, sinds 1996 (Details)
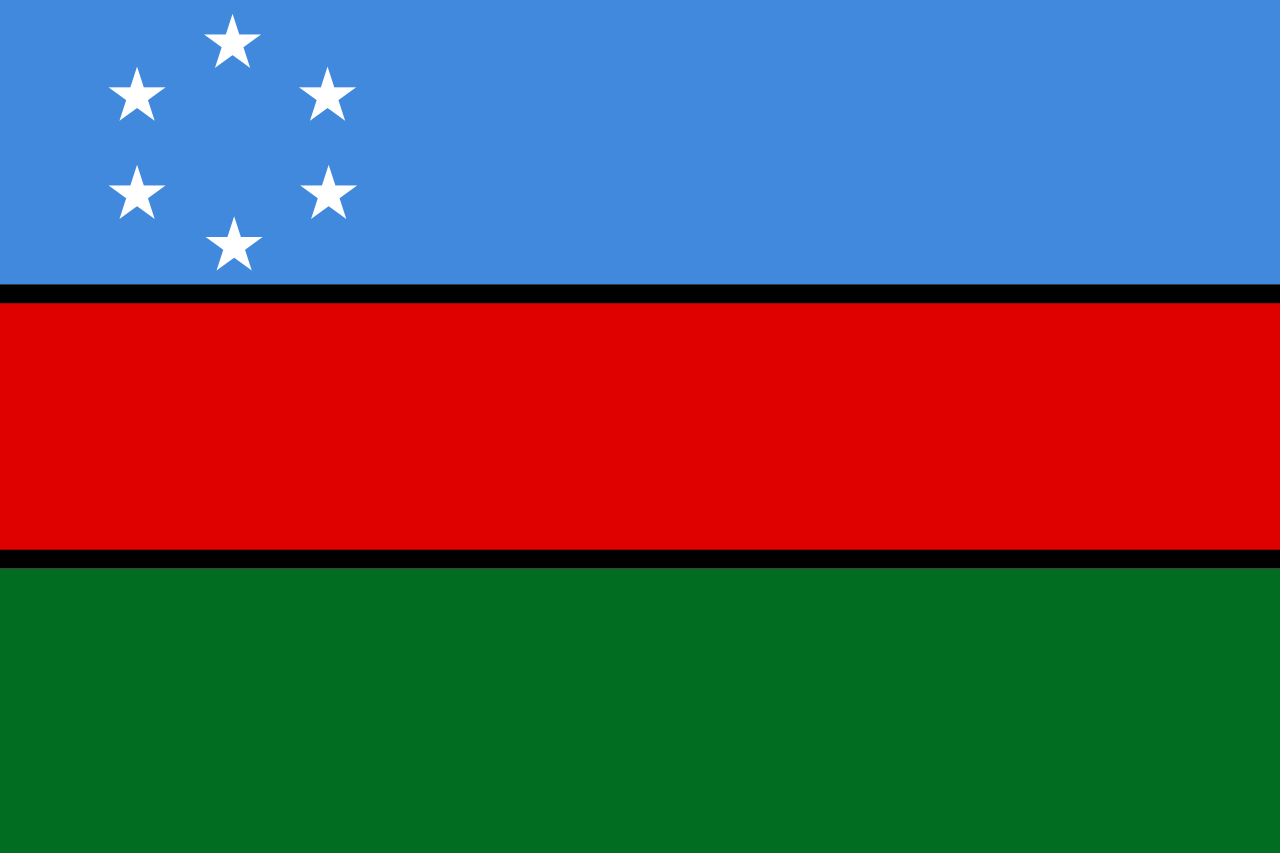
Zuidwest-Somalië (Rahanweyn Verzetsleger), 2002-2014 (Details)
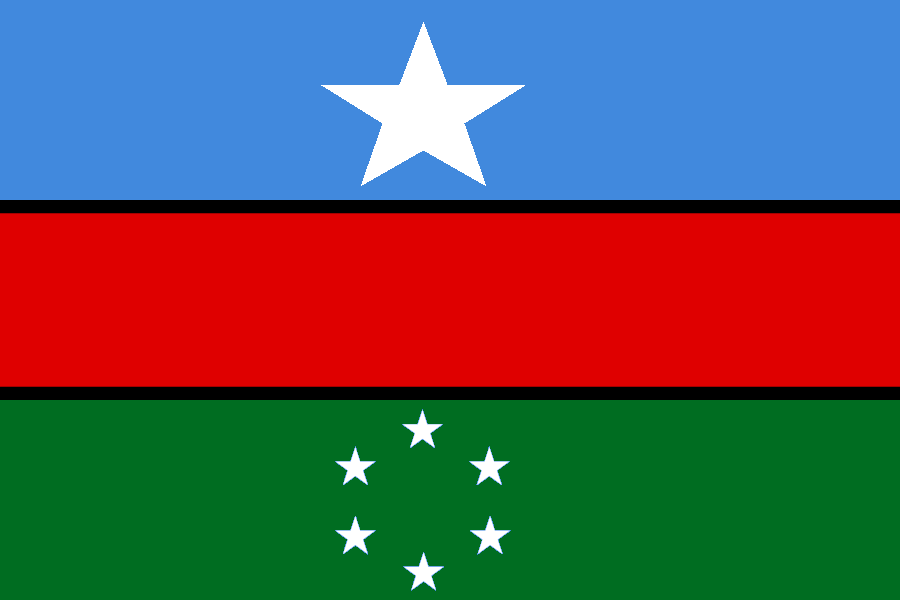
Zuidwest-Somalië (Rahanweyn Verzetsleger), rond 2014 (Details)
Zuidwest-Somalië (Rahanweyn Verzetsleger), sinds 2014 (Details)

## Afgeleide vlaggen in het buitenland
De vlag van Somalië diende als basis voor verschillende andere vlaggen in de aangrenzende Somalische gebieden.

Somali, Ethiopië, 1994-2008
Ogaden/ONLF, Ethiopië